# Capnia coyote
Capnia coyote är en bäcksländeart som beskrevs av Nelson, C.R. och Baumann 1987. Capnia coyote ingår i släktet Capnia och familjen småbäcksländor. Inga underarter finns listade i Catalogue of Life.